# Cienfuegosia integrifolia
Cienfuegosia integrifolia är en malvaväxtart som först beskrevs av Chod. och Hassler, och fick sitt nu gällande namn av Paul Arnold Fryxell. Cienfuegosia integrifolia ingår i släktet Cienfuegosia och familjen malvaväxter. Inga underarter finns listade i Catalogue of Life.